# Gestão de incidentes
A Gestão de Incidentes (ou Gerenciamento de Incidentes)é um processo ITIL que tem como principal objetivo restaurar a operação normal do serviço o mais rápido possível, minimizando os prejuízos à operação do negócio e garantindo assim o melhor nível de serviço e disponibilidade. A operação normal do serviço é definida dentro do acordo de nível de serviço que é um outro processo ITIL.